# Wolffia globosa
Wolffia globosa là một loài thực vật có hoa trong họ Ráy (Araceae). Loài này được (Roxb.) Hartog & Plas miêu tả khoa học đầu tiên năm 1970.